# 黃定宜
黃定宜，广西龙州人，清朝政治人物。举人出身。
道光十一年（1831年），擔任清朝廣州府南海縣知縣。后由劉開域接任。